# つぶら池
つぶら池（つぶらいけ）は、富山県上市町に位置する池。周囲の3つの池の中で最小の面積である。その成因には諸説ある。

## 特徴
白岩川の支流である大岩川流域の、高峰山中腹に位置している。
この池の周囲には釜池やながら池がある他、無数の窪地が存在する。かなり水深が深いのが特徴。

## 成因
黑崎史平らの調査によると、ここらの地層は高峰山火山が岩稲層により噴出したものであり、つぶら池の成因は高峰山の「爆裂火口」であるとしている。
一方で、(富山地学紀行)での記述によると、この池の周囲の地区で地滑り地形が多く見られることから、つぶら池は地滑りによる「堰止湖」であるとしている。

## 生態
池の周囲は湿地化しており、ヨシ、ハイイヌツゲ、クロウメモドキ、サワグルミ、メギ等が生えている。池の周囲はミツガシワで縁取られているが、一部は切り取られて浮島となっている。

## アクセス
- 西種の高峰山登山口から徒歩20分程度。